# Estación Cristóbal de Oñate
Cristóbal de Oñate es la quinta estación de la Línea 2 del Tren Ligero de Guadalajara en sentido oriente a poniente, y sexta en sentido opuesto.
El logotipo representa el rostro estilizado de Cristóbal de Oñate, conquistador español bajo el mando de Nuño de Guzmán - fundador honorífico de Guadalajara.
La estación conecta con el par vial de las calles 54 y 56, que une al Instituto Tecnológico de Guadalajara con el barrio de Oblatos. Presta servicio a la colonia La Penal y la Zona del Vestir Medrano. Cuenta además con una subestación eléctrica.

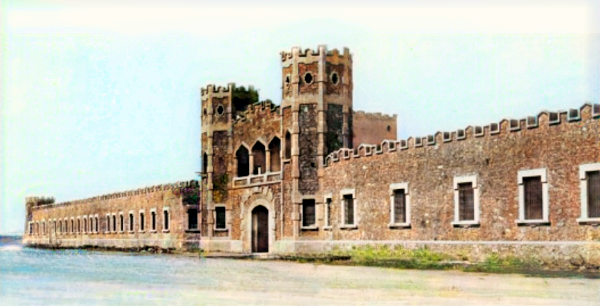
El Penal de Oblatos, en Guadalajara.

La estación se encuentra junto a la plaza pública 18 de Marzo sobre la cual se erigía El Penal de Oblatos, reclusorio posteriormente demolido y famoso por tener presos políticos de la Liga Comunista 23 de Septiembre liderada por estudiantes anarquistas del Frente Estudiantil Revolucionario - antagonista de la Federación de Estudiantes de Guadalajara.[cita requerida]

## Puntos de interés
- Ex-reclusorio de Oblatos
- Plaza 18 de Marzo.
- San Juan Bosco
- Templo Señor de La Misericordia